# رودريجو ري
رودريجو ري (بالإسبانية: Rodrigo Rey) (8 مارس 1991 في الأرجنتين - ) هو لاعب كرة قدم أرجنتيني في مركز حراسة المرمى. شارك مع منتخب الأرجنتين تحت 20 سنة لكرة القدم. أما مع النوادي، فقد لعب مع ريفر بليت وغودوي كروز ونيولز أولد بويز.

## وصلات خارجية
- رودريجو ري على موقع قاعدة بيانات كرة القدم.إي يو (الإنجليزية)
- رودريجو ري على موقع Soccerway.com (الإنجليزية)
- رودريجو ري على موقع عالم كرة القدم.نت (الإنجليزية)